# Magnetique
Magnetique è il primo fumetto in realtà virtuale al mondo. Nato da un'idea di Fabio Corrirossi, Head Developer presso Oniride, con il contributo per la parte illustrativa del disegnatore Emilio Pilliu.
L'idea alla base del progetto è declinare la narrazione tradizionale fumettistica all'interno delle possibilità offerte dal mondo della realtà virtuale. Le tradizionali vignette su carta si trasformano così in spazi a 360° gradi in cui guardarsi intorno (sopra, sotto, destra, sinistra) e dove l’utente, grazie all’utilizzo di un visore per la realtà virtuale, è totalmente immerso. 

## Storia Editoriale
Nel 2015 in occasione del Lucca Comics & Games, viene presentata la preview version di Magnetique (Primo Capitolo), fruibile per mezzo di un visore Cardboard in unione con un normale smartphone (Android ed iOS).
Il 24 agosto del 2016 il primo capitolo del fumetto VR viene declinato su piattaforma Samsung GearVR. 
L'utilizzo di un device diverso permette un upgrade del fumetto sia dal punto di vista tecnologico che grafico: si inserisce l'audio spazializzato andando ad accrescere il senso di immersione dello spettatore nella scena fruita e viene introdotto l’effetto stereoscopico, dando così profondità all’immagine e superando la bidimensionalità del prodotto iniziale. In questa occasione compare anche la funzione multilingua (italiano, inglese e coreano) e la possibilità di fruire del doppiaggio.
Il 15 dicembre 2016 esce il Secondo Capitolo per Samsung GearVR e la prima versione sullo store di Oculus Rift. Dal punto di vista tecnico, Magnetique presenta una nuova funzionalità, ovvero l’ingrandimento dei baloon nel momento della lettura. Tale funzione permette una fruizione dello scritto sempre nitida e chiara anche per gli utenti con problemi di vista.
Il 25 gennaio 2017 i primi due capitoli di Magnetique vengono portati anche su piattaforma Google Daydream e il 20 marzo il fumetto risulta featured sulla homepage dello Store Daydream. La pubblicazione sulla nuova piattaforma vede l’inserimento della funzione spotlight-feature (già applicata a Magnetique nel gennaio 2017, nella versione OculusRift) che permette all’utente di rimanere fermo facendo girare intorno a sé l’immagine a 360° gradi. 

## Trama
Vent’anni dopo lo scoppio della guerra civile e la distruzione del bellissimo villaggio di Viola, un giovane marionettista approda sulla costa di Cyan, un piccolo e povero villaggio marittimo per raccontare una delle storie più romantiche che i poveri abitanti abbiano mai sentito.
Con il suo palco itinerante il giovane viaggia per tutti i villaggi della costa, seguito da sempre più spettatori ansiosi di conoscere la fine del racconto che vede come protagonisti Christine, suo padre Redon e il loro giardiniere Gard.
Quello che però nasconde il giovane è una storia nella storia che ben presto verrà alla luce e alle fiamme.

## Curiosità
Da un punto di vista letterario, Magnetique è costruito su un doppio piano di narrazione: da un lato vi è il racconto principale del giovane marionettista Nero e del villaggio di Viola, mentre dall’altro vi è la storia che Nero porta di paese in paese, messa in scena con le sue marionette. Quest’ultima narrazione vede come protagonisti Mr Redon, sua figlia Christine e il loro giardiniere Gard. La storia raccontata da Nero è però intrinsecamente legata alla narrazione principale, l’esito del racconto porta infatti a riconnettere tale narrato ai fatti illustrati all’inizio del fumetto e riguardanti Nero e il villaggio di Viola.
Tecnicamente è invece rilevante segnalare l’utilizzo di un apposito plugin per la realizzazione grafica del disegno direttamente a 360°. Si tratta del plugin contenuto nel bundle 360° Art sviluppato da Oniride e free to use, che aggiunto a Photoshop aiuta gli utenti a disegnare a 360° gradi.
Per quanto concerne possibili influenze, va segnalato che il personaggio di Christine è liberamente ispirato alla canzone di Billy Idol Eyes Without a Face, un singolo del maggio 1984, tratto come secondo estratto dall'album Rebel Yell del 1983, a sua volta connesso al film degli anni sessanta Occhi senza volto di Georges Franju.